# Lîpneajka, Dobrovelîcikivka
Lîpneajka (în ucraineană Липняжка) este localitatea de reședință a comunei Lîpneajka din raionul Dobrovelîcikivka, regiunea Kirovohrad, Ucraina.

## Demografie
Componența lingvistică a localității Lîpneajka
     Ucraineană (96,29%)
     Rusă (2,48%)
     Alte limbi (0,83%)
Conform recensământului din 2001, majoritatea populației localității Lîpneajka era vorbitoare de ucraineană (96,29%), existând în minoritate și vorbitori de rusă (2,48%).